# تام روت
تام روت (انگلیسی: Tom Root؛ زادهٔ ۲۰ سپتامبر ۱۹۷۳) نویسنده، تهیه‌کننده، کارگردان تلویزیونی، صداپیشه اهل ایالات متحده آمریکا است. وی از سال ۲۰۰۵ میلادی تاکنون مشغول فعالیت بوده‌است. وی برندهٔ جوایزی همچون جوایز امی ساعات پربیننده شده‌است.